# For Unlawful Carnal Knowledge
For Unlawful Carnal Knowledge är hårdrockgruppen Van Halens nionde album, utgivet 1991. Gruppen bestod då av Eddie Van Halen (gitarr), Alex Van Halen (trummor), Sammy Hagar (sång) och Michael Anthony (bas).

## Låtlista
Samtliga låtar skrivna av Michael Anthony, Sammy Hagar, Eddie Van Halen och Alex Van Halen.
1. "Poundcake" - 5:22
2. "Judgement Day" - 4:41
3. "Spanked" - 4:53
4. "Runaround" - 4:21
5. "Pleasure Dome" - 6:57
6. "In 'n' Out" - 6:05
7. "Man on a Mission" - 5:04
8. "The Dream Is Over" - 4:00
9. "Right Now" - 5:21
10. "316" - 1:29
11. "Top of the World" - 3:55